# 吡啶-4-甲醛
吡啶-4-甲醛是一种有机化合物，化学式为C5H4NCHO，是吡啶甲醛的同分异构体之一。它是无色液体，久置后会变为黄色或棕色。它可以发生芳香醛的反应，如还原胺化和生成席夫碱。它可以和吡咯缩合，得到四吡啶基卟啉。